# Madha
Madha (tiếng Ả Rập: مدحاء) là một lãnh thổ tách rời của Oman, bị Các Tiểu vương quốc Ả Rập Thống nhất (UAE) bao quanh. Madha nằm ở giữa khoảng cách từ bán đảo Musandam đến phần còn lại của Oman. Nơi này thuộc về tỉnh Musandam.
Phần tách rời này nằm trên tuyến đường Fujairah–Khor Fakkan trong Tiểu vương Sharjah của Các Tiểu vương quốc Ả Rập Thống nhất và có diện tích là 75 km². Có hai đường đến Madha trên tuyến Fujairah–Khorfakkan. Biên giới được hình thành từ năm 1969.
Madha chủ yếu là hoang hóa, với một khu vực phát triển được gọi là, "New Madha", bao gồm đường sá, trường học, bệnh viện, bưu điện, một trạm Eid, đồn cảnh sát, một ngân hàng Oman, trạm cung cấp điện năng và nước sạch, và một đường băng. Nơi đây cũng có một đơn vị tuần tra của Cảnh sát Hoàng gia Oman.
Bên trong Madha, lại có một vùng đất tách rời của Các Tiểu vương quốc Ả Rập Thống nhất gọi là Nahwa, về mặt pháp lý thuộc về Tiểu vương quốc Sharjah.